# サーク・ジャパン
サーク・ジャパン（英: Sarku Japan）は、日本料理を提供するアメリカ合衆国・カナダのレストランチェーン。1987年に設立され、2021年9月時点では180以上の店舗を構える。ほとんどの店舗はショッピングセンターのフードコートに存在するが、一部の州では通りに面した店舗も存在する。
主なメニューは照り焼き料理（鶏肉、牛肉、海老）であるが、弁当、巻き寿司、餃子、天ぷらなども提供している。

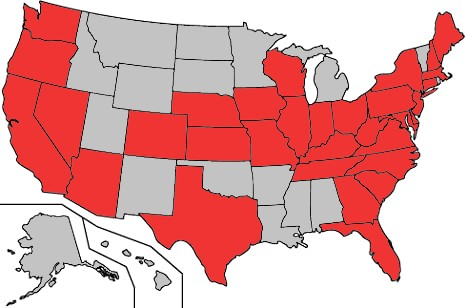
サーク・ジャパンの店舗があるアメリカ合衆国の州を赤色で示した地図（2021年9月時点）

## 歴史

### 1980年代 – 1990年代
1987年、ジェームズ・チムがサーク・ジャパンの最初の店舗をマサチューセッツ州ボストンでオープンした。チムは以前、カナダのクイックサービスレストランチェーンであるマンチュー・ウォクで幹部として勤めており、その際に自身のレストランをオープンしたいと思うようになった。
経営は軌道に乗り、1991年までにコロラド州やテキサス州など遠方の地域を含め、8つの州で25店舗を展開した。翌年の1992年までに東海岸や中西部まで拡大し、店舗数は倍となる50に増えた。1999年、西海岸への拡大に伴い、100店舗目をオープンした。

### 2000年代 – 2010年代
2002年4月、サーク・ジャパンは本社をオンタリオ州マーカムに移転した。
2000年代後半から2010年代前半にかけて大規模な拡大に着手した。この取り組みには、ショッピングセンターのフードコートではなく道路に面した場所に出店することや、今後10年でコロンビアに新店舗を20店舗以上オープンするために Frisby Corp と契約することなどが含まれていた。
コロンビア初の店舗は2011年10月にペレイラ、メデジン、カリにオープンし、さらに年末までにボゴタにもオープンした。
2010年時点では、サーク・ジャパンはベトナム、アジア、ヨーロッパ、中東に拡大することを検討しており、当時は10年後に店舗数が1000に到達すると予測していた。

### 2020年代
2020年3月、COVID-19のパンデミックにより、ほぼ全ての店舗がしばらくの間閉店した。この影響で、サーク・ジャパンの2020年の年間売上は前年比46%減少した。
パンデミックの規制が緩和されたにもかかわらず、サーク・ジャパンは2021年1月までに226店舗のうち営業を再開したのは184店舗のみであると報告した。2021年9月時点では181店舗を運営している。

## ギャラリー

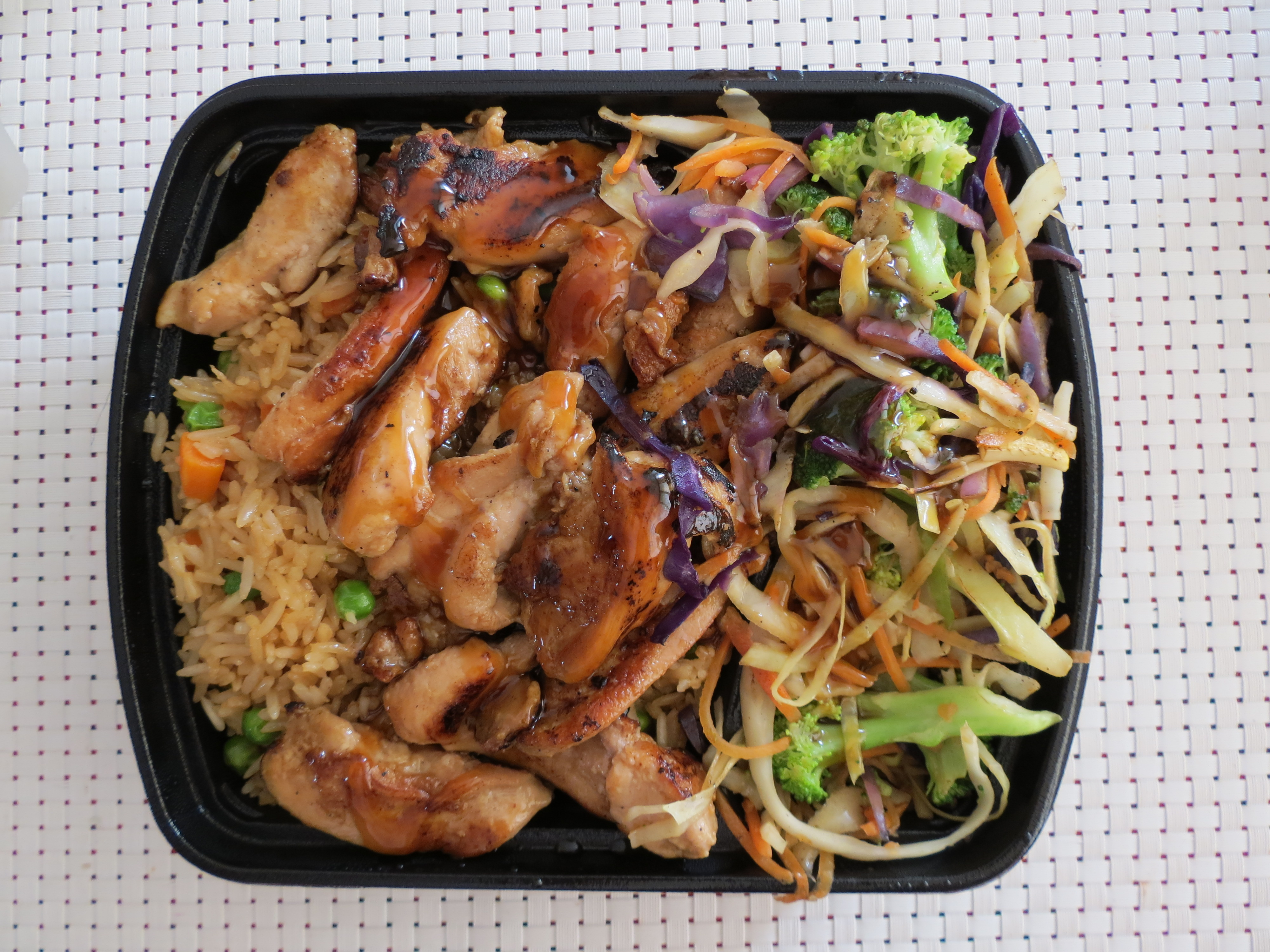
照り焼きチキン
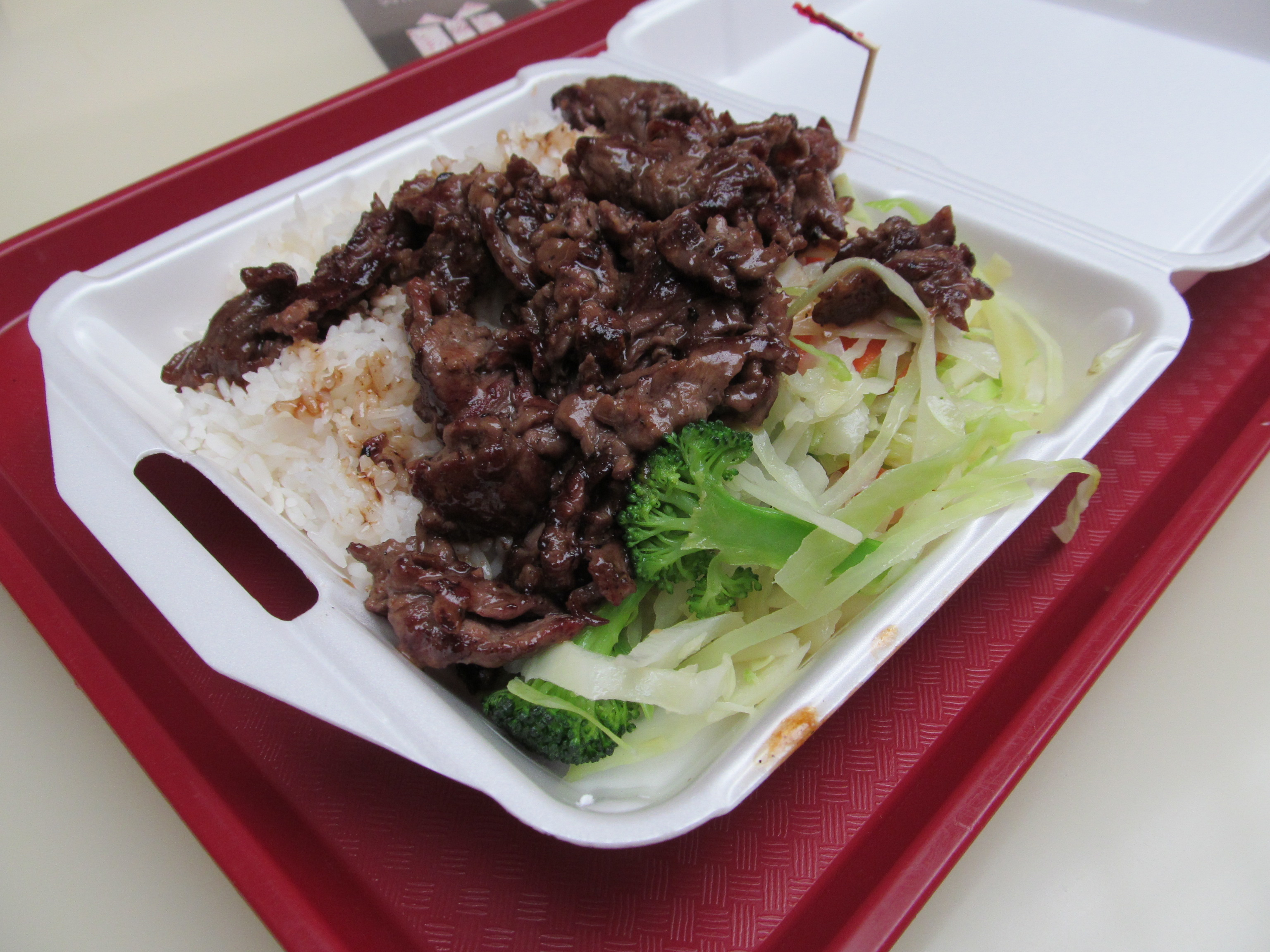
牛肉の照り焼き
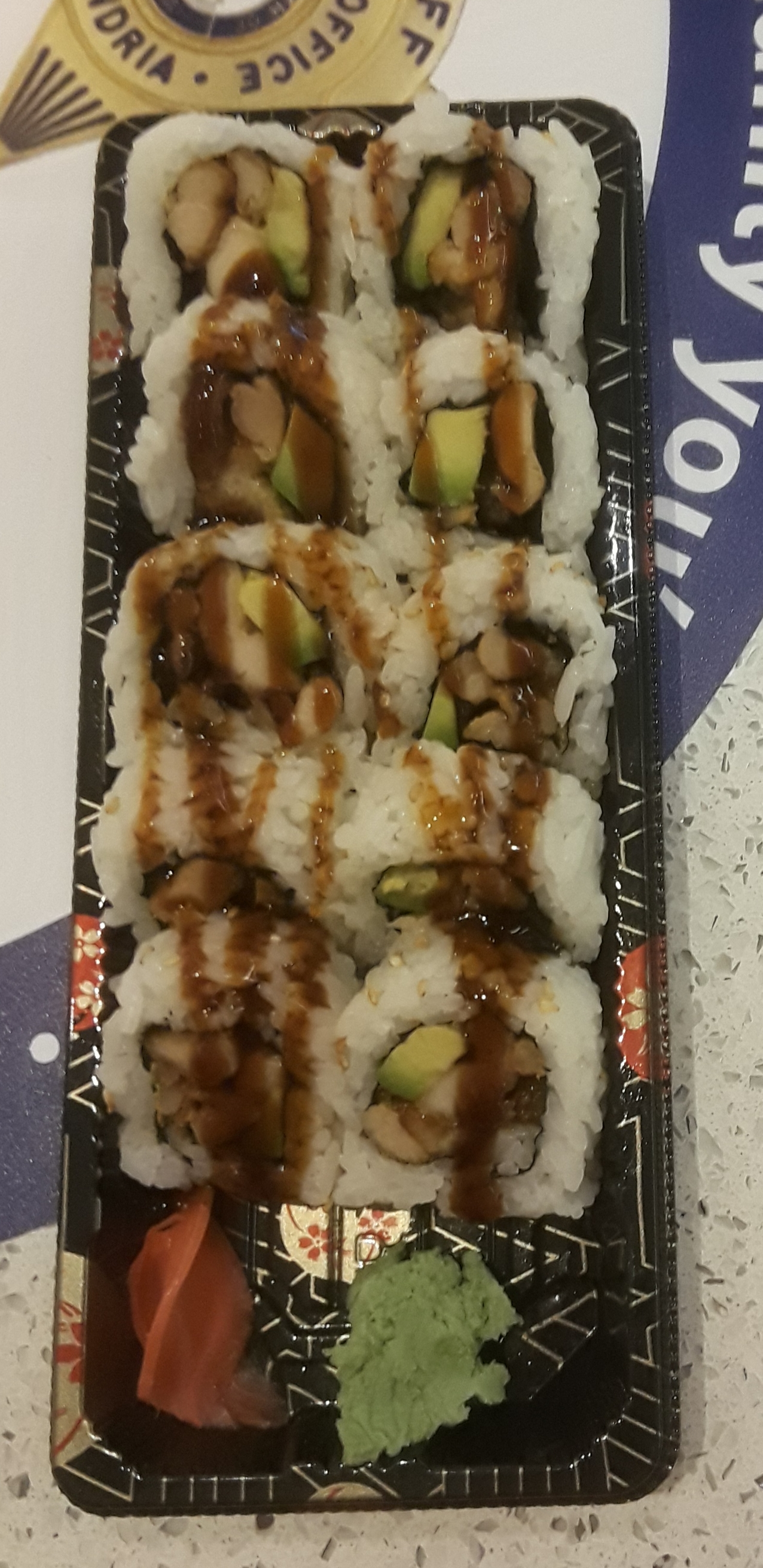
照り焼きチキンロール
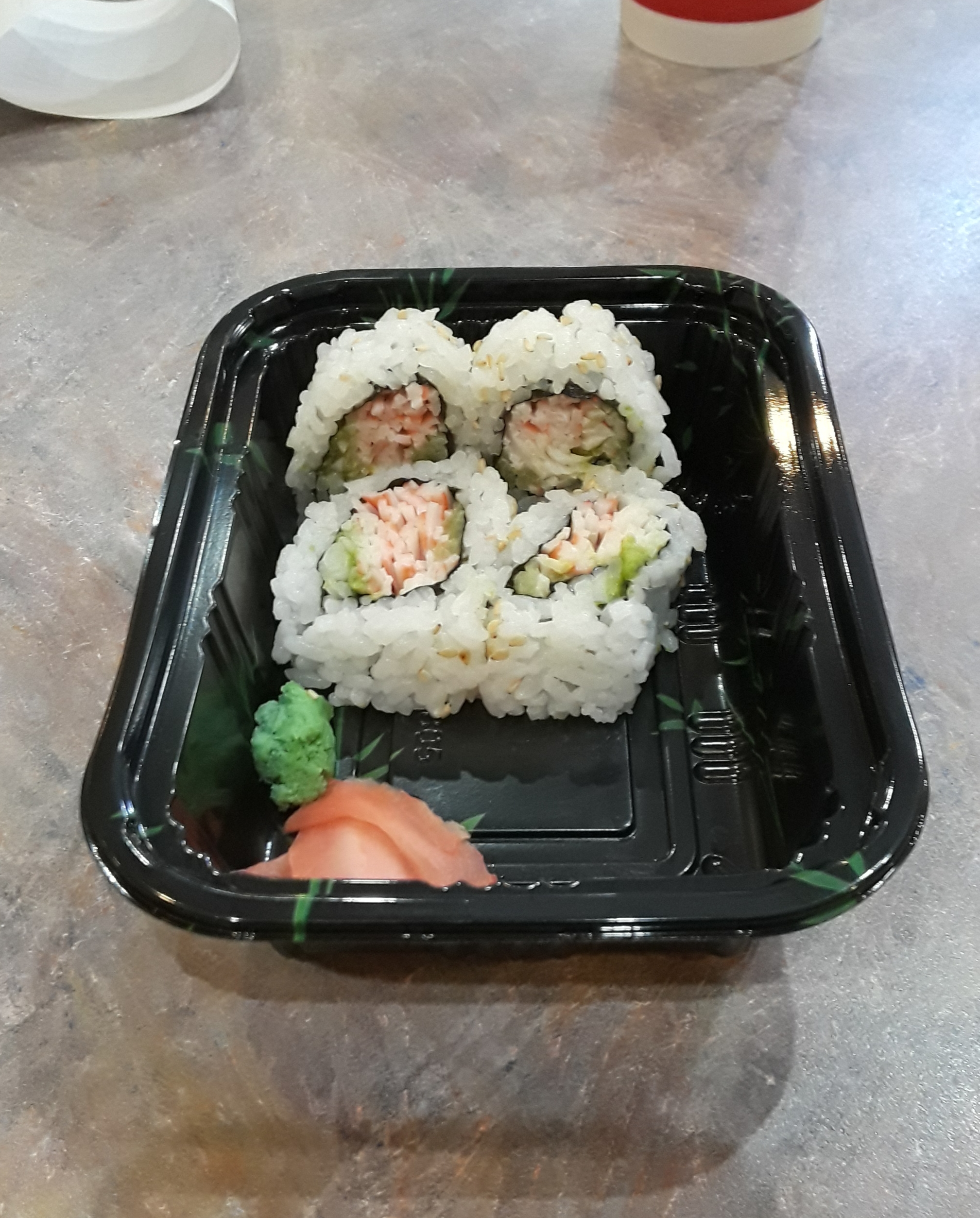
カリフォルニアロール

## 関連レストラン

### カトウズ・ケイジャン
サーク・ジャパンはケイジャン料理・中華料理のクイックサービスレストランチェーンであるカトウズ・ケイジャン（英: Kato's Cajun）を所有・運営している。2021年9月時点で、ウィスコンシン州マディソンのイースト・タウン・モールにある1店舗のみが営業している。過去にはマディソンのウエスト・タウン・モール、イリノイ州シャンペーンのマーケット・プレイス・ショッピング・センター、ジョージア州ダグラスビルのアーバー・プレイス、ペンシルベニア州フィラデルフィアのリバティ・プレイスにあるモールなどに店舗が存在した。

### ミン・ツリー
サーク・ジャパンは、中華料理のクイックサービスレストランチェーンであるミン・ツリー（英: Ming Tree）も所有・運営している。2021年9月時点では店舗は存在していない。過去にはデラウェア州ドーバーのドーバー・モール、メリーランド州ボルチモアのセキュリティ・スクエア・モール、ノースカロライナ州ウィルミントンのインディペンデンス・モールなどに店舗が存在した。